# Neivamyrmex tenuis
Neivamyrmex tenuis är en myrart som beskrevs av Borgmeier 1953. Neivamyrmex tenuis ingår i släktet Neivamyrmex och familjen myror. Inga underarter finns listade i Catalogue of Life.